# Bön

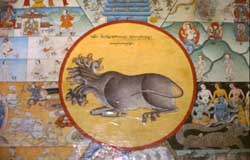
Fragment koła życia według tradycji bön

Bön (tyb. བོན་ wylie: bon, wymowa: pʰø̃̀(n), właściwa nazwa w języku szangszung to gyer wymowa: dzier; właściwie pełna poprawna nazwa brzmi: Jungdrung Bön) – starożytna tybetańska tradycja religijna, istniejąca przed buddyzmem tybetańskim, uległa znacznemu przekształceniu pod jego wpływem i współcześnie z nim koegzystuje. Według danych z najnowszego Narodowego Spisu Powszechnego z dnia 28 września 2023 związki wyznaniowe religii bön zalicza się już do buddyzmu w Polsce.

## Geneza
Według nauk Jungdrung Bön założycielem religii jest Salwa (gSal ba) zwany później Shenrabem Miwocze lub Tonpą Shenrabem (gShen-rab Mi-bo-che lub sTon-pa gShen-rab) jeden z trzech braci zamieszkujących niebo Sipa Yesang (Srid pa Ye sangs), w którym razem studiowali nauki Bönu, pod kierunkiem Bumtri Logi Chechena ('Bum khri gLog gi lCe can).
Po ich zakończeniu udali się do Shenlha Odkara (gShen lha'Od dkar), bóstwa będącego uosobieniem absolutnego współczucia, pytając, w jaki sposób są w stanie pomóc wszystkim czującym istotom cierpiącym w samsarze. Otrzymali radę, aby w trzech kolejnych epokach stali się nauczycielami i skierowali ludzkość na ścieżkę wyzwolenia.
W pierwszej epoce nauczał pierwszy z braci Dagpa (Dag pa), w obecnej epoce Salwa, który przyjął imię Shenrab (gShen rab), a w następnej epoce nastąpi jego brat Shepa (Shes pa).
Dwaj pomocnicy Shenraba; Malo (rMa lo) i Yulo (gYu lo) wskazali mu odpowiednią do narodzin krainę Olmo Lungring ('Ol-mo lung-ring). Pozostawiwszy swoich pomocników na górze Yungdrung Gutsek (gYung-drung dgu-brtsegs) dokonał tam transformacji w białą sylabę A oraz czerwoną sylabę OM. Biała sylaba wpłynęła do głowy jego przyszłego ojca Mugyal Gyalbona Thokara (dMu-rgyal rGyal-bon Thod-dkar) a czerwone OM do ciała matki Gyalzhemy (rGyal-bzhad-ma).
Po dziewięciu miesiącach urodził się jako chłopiec i otrzymał imię Tonpa Shenrab Miwo Kunle Nampar Gyalwa (sTon-pa gShen-rab Mi-bo kun-las rnam-par rgyal-ba) – od tego momentu rozpoczęło się szerzenie nauk Jungdrung Bön na Ziemi. Jego narodziny, aktywności życiowe i parinirwana zostały opisane w "12 czynów – historia Buddy Tonpy Shenraba założyciela Bön" – skróconej wersji jego życiorysu.
Według współczesnych tybetologów obszar, na którym rozprzestrzenił się Bön to współczesne tereny Tadżykistanu, Kirgistanu, Kazachstanu, Uzbekistanu, Turkmenistanu, Iranu, Bhutanu, części Nepalu (obecnie nadal istniejący w regionach Dolpo i Mustang), południowych rejonów Indii, Tybetańskiego Regionu Autonomicznego, od zachodniej części Chin do północnych części Wietnamu (obecnie znanych jako dongba w grupach etnicznych Naxi żyjących w Chinach i w Wietnamie) choć niektórzy badacze posuwają się jeszcze dalej jak chociażby Gabriele Fahr-Becker odnajdujący ślady na Sri Lance i Bali.
Należy też podkreślić, że Tona Shenrab pochodził z krainy Olmo Lungring lub Tagzig i nie był władcą królestwa Zhang-Zhung, jak to się mu czasem mylnie przypisuje.
Tonpa Shenrab tylko raz przybył do Tybetu (z Tagzig via Zhang-Zhung tzw. Drogą Strzały), a zastając tam prymitywne plemiona i będąc świadkiem składania ofiar ze zwierząt dla lokalnych duchów, stwierdził, że Tybetańczycy nie są jeszcze gotowi i postanowił przekazać tylko podstawowe nauki Bön. Jedną z pierwszych głównych zasad był całkowity zakaz składania ofiar ze zwierząt i zastąpienie ich rytualnymi formami z tsampy (prażonej mąki) tzw. torma tormami. Wyjeżdżając z Tybetu pozostawił proroctwo, że gdy nadejdzie odpowiedni czas wtedy wyższe nauki Bönu, w tym dzogchen, zostaną tam przekazane. Tak też w istocie się stało – najsilniejszy wpływ nauk Bön w Tybecie rozpoczął się wraz z ekspansją i rozkwitem królestwa Zhang-Zhung, które objęło znaczną część późniejszego królestwa Tybetu i częściowo Nepalu.
Chronologicznie rozwinęły się trzy tradycje bönu:
1. Prymitywny Bön – wierzenia szamańskie przypominające szamanizm Azji Centralnej, opierające się na zjednywaniu demonów poprzez ofiary ze zwierząt itp. – praktycznie nieistniejący współcześnie[6].
2. Wieczny Bön lub Stary Bön Jungdrung Bon lub Bon-nyingma (g.yung-drung bon lub bon rnying-ma) – nauki wywodzące się od buddy Tönpy Shenraba, który jako pierwszy przekazał 9 ścieżek bonu (ścieżki przyczyny i rezultatu; 4 sutry, 4 tantry oraz dzogczen) umożliwiających oświecenie[8][9].
3. Nowy Bön (bon sarma, tyb. bon gsar-ma) – szkoła powstała (około XIV wiek n.e.) po odnalezieniu tzw. term (ukrytych tekstów-skarbów takich jak Bon-tri) oraz wymuszonej przez realia polityczne konwersji religijnej, łącząca nauki Jungdrung Bön z naukami buddyjskimi (9 ścieżek buddyjskich uwzględniając dzogczen) wprowadzonymi z Indii do Tybetu m.in. przez Padmasambhawę (tyb. pad-ma mthong-grol) i obecnie bardzo zbliżona do szkoły Ningma. Niemniej tak jak i w poprzednich okresach zarówno Nyngmapowie jak i Bonpo mają wielu wspólnych tertonów i siddhów jak np. Drenpa Namkha, Shenchen Luga lub Dorje Lingpa, którzy odkrywali termy z naukami Bönu ukrytymi często kilka stuleci wcześniej w okresie prześladowań[10].

## Nauka
Jundrung Bön to rdzenna tradycja duchowa Tybetu, obecna na długo zanim buddyzm przywędrował z Indii. Według współczesnych tybetologów religię tę można datować na okres ok. 1800 lat p.n.e., a według samej tradycji jest to nieprzerwana linia przekazu rozpoczynająca się osiemnaście tysięcy lat temu. Początkowo jej system zbliżony był do aktywności mahasiddhów, wiele nauk zarówno dzogchen jak i tantr było przekazywanych w systemach rodzinnej dzierżawy linii – z tego co obecnie wiadomo klasztory nie stanowiły tam głównego zaplecza religijnego. Prym wiodły najstarsze klany wywodzące się jeszcze z czasów Tonpy Shenraba jak: Shen, Bru, Zhu, Pa i Me'u. Część z nich przetrwała do czasów współczesnych. Obecnie tradycja Bön podobna jest do szkół buddyzmu tybetańskiego, szczególnie szkoły Ningma, ale podobieństwo to powstało dopiero po przejęciu anturażu buddyjskiego przez "rekonstruktora" Bönu, wielkiego siddhy, późniejszego opata i pierwszej oficjalnej głowy Jungdrung Bön czyli Pierwszego Trizina – Nyame Sherab Gyaltsena (mNyan-med shes-rab rgyal-mtshan).
Będąc dzierżawcą wszystkich linii dzogczen, tantr i sutr, stworzył od podstaw nowy system monastyczny, zawierający precyzyjnie system nauczania. Na miejscu zniszczonego przez powódź klasztoru Yeru Wensakha, zbudował klasztor Menri (sMan-ri) "Leczniczą Górę", który stał się wkrótce macierzystym klasztorem wszystkich bonpo i dzięki wysokiej jakości edukacji mnichów stał się również miejscem do którego zaczęli przybywać najzdolniejsi praktykujący w celu pogłębienia wiedzy.
Pomimo przyjęcia zasad (winaja) i wzorców zbliżonych wizualnie do buddyzmu, Jungdrung Bön wyróżnia się charakterystyczną ikonografią, bardzo bogatą tradycją nauk dzogchen i odrębną linią przekazu sięgającą buddy Tonpy Shenraba, a nie Buddy Śakjamuniego, który jest jednak w pełni uznawanym buddą przez Bön i wszystkich bonpo.
Dziewięć ścieżek Bön zawiera nauki na tematy praktyczne, takie jak gramatyka, astrologia, medycyna, przepowiadanie przyszłości, egzorcyzmy, uspokajanie duchów itp., nauki o logice, epistemologii, metafizyce jak i rysunek i poezję, różne poziomy tantry w tym tantry dzogczen, oraz pełną linię przekazu wielkiej doskonałości (dzogczen).
Cztery główne cykle nauk dzogchen w tradycji Jungdrung Bon to:
- cykl Zhang Zhung Nyen Gyud + nauki, komentarze i instrukcje pod nazwą Gyalwa Chagtri
- cykl Gabpa Gukor + nauki, komentarze i instrukcje pod nazwą A-khrid
- cykl Dragpa Korsum + nauki, komentarze i instrukcje pod nazwą Yangtse Longchen
- cykl Yetri Thasel + nauki, komentarze i instrukcje pod nazwą Namkha Trüldzö

Najnowszym piątym cyklem nauk dzogchen w Bon jest Kusum Rangshar autorstwa Tashi Shardzy Gyaltsena (który zrealizował tęczowe ciało (ja-lus) w 1934 roku) który również napisał dodatkowe obszerne komentarze przeznaczone dla współczesnych praktykujących do wszystkich powyższych cykli.
Co do nauk Namkha Trüldzö autorstwa Lhachena Drenpa Namkhi jest to niezwykle interesujące połączenie gdyż tekst ten zaliczany jest do nauk semde natomiast instrukcje i komentarze dotyczą nauki Kama klasyfikowanych jako nauki mengag (upadesa) – choć w części jest również i kompilacją Terma dokonanej przez Lungoma Khorlo w XI wieku.
Z kolei "komentarz" do Dragpa Korsum czyli Yangtse Longchen doczekał się aż 5 rozszerzonych instrukcji (autorstwa różnych mstrzów) jak: Nyi-zer sgron-ma, Drang-don 'byed-pa'i lde-mig, Nges-don 'byed-pa'i lde-mig, Nam-mkha'i rgyan 'grel oraz sGron-ma mun-sel.
Oprócz wyżej wymienionych nauk, istnieją jeszcze inne cykle dzogchen kultywowane zgodnie z tradycją wywodzącą się z czasów królestwa Zhang Zhung, jako linie dziedziczne w rodach bonpo przekazywane od stuleci z pokolenia na pokolenie (dotyczy to również Tantr i Mantr).
Na pierwszy rzut oka Jungdrung Bön niewiele różni się od buddyzmu, zawiera bowiem przekazywane w podobnej formie nauki i praktyki medytacyjne, jednakże zdecydowanie bogatszą formę ma zarówno abidharmakosha czyli kosmologia oraz prajniaparamita. W niższych ścieżkach Bön nadal są zachowane nauki szamańskie, które buddyzm tybetański częściowo przejął i kultywuje do dziś (np. "Wyrocznia" – mnich wpadający w trans i poddający się opanowaniu przez dharmapalę w celu wywołania wizji przyszłości – do dziś funkcjonuje na dworze Dalajlamy). M.in. ze względu na te nauki właśnie przez wiele lat tradycja Bön błędnie była stawiana w pozycji "prymitywnej" w stosunku do buddyzmu tybetańskiego. Jednakże po inwazji Chin na Tybet i masowej emigracji nauczycieli obu tradycji z Tybetu nastąpiło znaczne zbliżenie i dużo lepsze poznanie tradycji Bön na Zachodzie. Również wielcy reformatorzy jak Je-Tsonkapa i Nyiame Sherab Gyaltsen żyjący w XIV-XV w. darzyli się przyjaźnią oraz kierowali na zasadzie wzajemności swoich mnichów (w celach edukacyjnych) do swoich klasztorów stawiając na pierwszym miejscu podobieństwa, a nie różnice pomiędzy dwiema tradycjami. Nadmienić można też, że takie elementy jak cztery główne ofiarowania, tormy, dywinacje, astrologia, czy też flagi modlitewne lung-ta zostały powszechnie przyjęte do rytuałów buddyjskich, właśnie z tradycji Jungdrung Bön.
Niestety przez wiele stuleci wskutek rozgrywek politycznych mających miejsce w Tybecie, kolejni władający starali się wykorzenić wiedzę i zniszczyć dowody o pre-buddyjskiej historii i tradycji Jungdrung Bön. Publikowano więc i szeroko kolportowano pamflety, oszczerstwa i kłamliwe informacje na temat Bön, czy to ze strachu przed odrodzeniem się wpływów tej tradycji, czy też wskutek sekciarskiego sposobu myślenia. W początkowym okresie wprowadzania buddyzmu za panowania króla Drigum Tsenpo (Gri-gum btsan-po) (drugie prześladowania nastąpiły za panowania króla Songcen Gampo (Srong-bstan sGam-po)) bonpo stawali przed wyborem: wygnania z kraju, konwersji religijnej na buddyzm lub śmierci z rąk kata. Potem stosowano bezwzględną konwersje bonpowskich czortenów (stup), gomp i innych obiektów sakralnych w celu całkowitego zatarcia śladów poprzedniej religii. Siła manipulacji faktami i konwertowania nawet bonpowskich tekstów rytualnych była tak duża, że wielu tybetologów ulegało jej przez dość długi okres powielając czasem tego typu opinie aż do dziś. Ewenementem jest również to, że w systemie Pradźniaparamity Bönu zawarty jest pogląd dzogchen.
Natomiast buddyści często poprzez automatyczne "pożyczanie" i modyfikacje tekstów rytualnych spowodowali to, że do dziś w buddyjskich tekstach, np. Buddy Medycyny (Men-lha) można znaleźć fragmenty tekstu pochodzące z języka Zhang-Zhung będącego swoistym językiem wczesnej liturgii bonpo, natomiast będących całkowicie niezrozumiałymi dla buddystów którzy używali już wyłącznie tybetańskiego alfabetu, tekstów przetłumaczonych z sanskrytu. Współczesne odkrycia dokonane dzięki ujawnieniu tekstów ukrywanych przez stare rody tybetańskich bonpo - łącznie ponad 31 pecha datowanych na V i VI wiek naszej ery, zawierają oprócz rytualnych tekstów bonpo (jak też astrologia, medycyna i rytuały związane z bóstwami gór etc.) również informacje o życiu kulturalnym w królestwie Zhang Zhung jak i informacje o strojach i regułach życia społecznego. Jest to drogocenne odkrycie nie tylko dla bonpo gdyż np. zmienia historię datowania chociażby powstania alfabetu tybetańskiego (według legend stworzonego przez Sambhotę w VII w.) Obecnie trwają analizy tekstów i ich przygotowanie do światowej publikacji przez czołowych specjalistów z zakresu tybetologii i religioznawstwa.
Na szczęście dzięki odkryciom archiwum w Dunhuang oraz pracom takich naukowców jak między innymi David Snellgrove, Per Kvaerne, Charles Ramble, Anne-Marie Blondeau, Samten Karmay, Yasuhiko NaganoTsering Thar. zt.tibet.cn. [zarchiwizowane z tego adresu (2015-09-26)]., a zwłaszcza książce którą napisał Dan Martin, opisującej między innymi metody działania polityczno-religijnych frakcji rządzących Tybetem mające na celu dyskredytację nauk bonpo i wyrzucenie ich poza nawias społeczności.
Po wielu latach dzięki między innymi takim ruchom jak rime, oraz przyjęciu do wiadomości, że wiele postaci buddyjskich wywodziło się z rodów bonpo (jak np. Milarepa, dwie reinkarnacje Panchen-lamy; V i VII obaj z klanu Bru) oraz dzięki kilkukrotnym wizytom obecnego Dalajlamy w klasztorze Menri w Dolanji, który przestudiował i włączył oficjalnie Jundrung Bön do grupy szkół buddyzmu tybetańskiego jako natywną religię Tybetu, tylko nieliczna grupa ekstremistów próbuje nadal podważać historyczne dziedzictwo Bönu jakie wniósł w rozwój szeroko pojętej dharmy jak i samego Tybetu. Podobny problem niestety wciąż istnieje w odniesieniu do wyznawców Shugdena, którzy przeciwstawiają się Dalajlamie w zakazie praktykowania z tym strażnikiem, jak i dość ostro atakują Jungdrung Bön.

## Bön współcześnie
Od 1977 roku po zapoznaniu się z naukami Jungdrung Bön przez XIV Dalajlamę Tenzina Gjaco, Jungdrung Bön został w pełni uznany obok czterech tradycji buddyzmu tybetańskiego za piątą główną oraz rdzenną prebuddyjską tradycję Tybetu, w pełni honorowaną przez Tybetański Rząd na Emigracji.
Najstarszym żyjącym nauczycielem dzogczen i jednocześnie głównym nauczycielem Jundrung Bön jest obecnie Jongdzin Lopon Tenzin Namdak Rinpocze (ur. 1926), który udostępnił te nauki dla cywilizacji zachodniej i przekazał je również innym zainteresowanym nauczycielom szkół buddyjskich. W 1993 r. została wydana przez niego książka "Krople Serca Dharmakaji" (Heart Drops of Dharmakaya) z komentarzem i naukami Shardzy Tashi Gyalcena, który był jednym z największych zrealizowanych współczesnych mistrzów dzogczen (zrealizował tęczowe ciało (jalus) w 1934 roku) i współtwórcą współczesnego ruchu "rime" Zrekonstruował i opracował cały współczesny system nauczania Sutr, Tantr i Dzogczen dla systemu monastycznego Yungdrung Bon. Od 14 lat nieustająco przekazuje cykle nauk dzogczen takich jak Namkha Trul-dzo, Yangtse Longchen, Yetri Thasel, Gyalwa Chagtri, Zhang Zhung Nyen Gyu oraz A-khrid w ośrodkach Bonu zarówno we Francji jak i w Niemczech, Austrii, Polsce.
Obecnie istnieją dwa główne ośrodki edukacyjne i jednocześnie klasztory Jungdrung Bön (poza Tybetem):
- Menri w Indiach w stanie Himachal Pradesh, będący głównym klasztorem i siedzibą głowy Jungdrung Bön, XXXIII Trizinem Lungtokiem Tönpai Njima
- Triten Norbutse w Katmandu w Nepalu, gdzie obecnie naucza i rezyduje Jongdzin Lopon Tenzin Namdak Rinpoche (opatem jest Khenpo Tönpa Yungdrung).